# Ren Hui

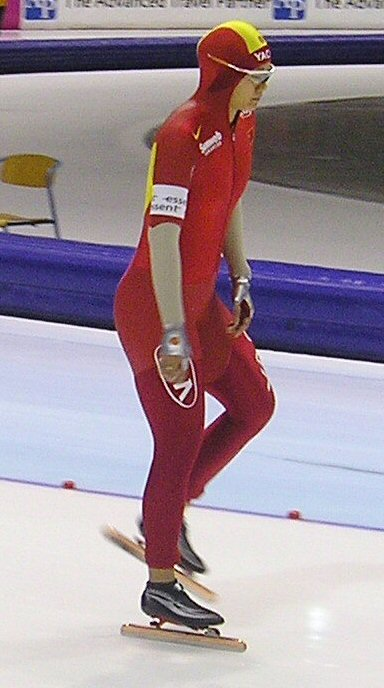
Ren Hui beim Weltcup in Heerenveen, 11. November 2006

Ren Hui (* chinesisch 任慧, Pinyin Rén Huì; 11. August 1983) ist eine auf Sprintstrecken spezialisierte chinesische Eisschnellläuferin.
Ren gab ihr Weltcupdebüt im Dezember 2002 in Harbin. Im Januar 2004 gewann sie die 500 und 1000 Meter bei den Asienmeisterschaften. Ihren ersten großen Weltcuperfolg feierte sie im Januar 2004 auf ihrer Heimbahn in Harbin als Zweitplatzierte über 500 Meter. Bei den Weltmeisterschaften in Seoul gewann sie im selben Jahr die Bronzemedaille. Ihr größter Erfolg war bisher der Gewinn der Bronzemedaille – wieder auf der 500-Meter-Strecke – bei den Olympischen Winterspielen 2006 in Turin. Gewinnen konnte sie bisher jedoch noch kein Rennen im Weltcup oder bei Weltmeisterschaften und Olympischen Spielen.

## Eisschnelllauf-Weltcup-Platzierungen
| Platzierung | 100 m | 500 m | 1000 m | 1500 m | 3000 m | 5000 m | Team |
| ----------- | ----- | ----- | ------ | ------ | ------ | ------ | ---- |
| 1. Platz    |       |       |        |        |        |        |      |
| 2. Platz    |       | 2     |        |        |        |        |      |
| 3. Platz    |       | 1     |        |        |        |        |      |
| Top 10      | 1     | 19    | 14     |        |        |        |      |

(Stand: 9. Dezember 2006)